# 賀茂村 (静岡県)
賀茂村（かもむら）は、静岡県の伊豆半島西岸に位置した村である。旧那賀郡。

## 地理
- 山: 大野山(615m), 笠蓋山(703m)
- 河川: 宇久須川

## 歴史
- 江戸時代末期 - 安良里村・宇久須村が存在。
- 1889年4月1日 - 市町村制施行、安良里村・宇久須村が那賀郡宇久須村となる（那賀郡は1896年4月1日に賀茂郡へ統合）。
- 1896年5月14日 - 宇久須村の一部が分立し、安良里村となる。
- 1956年9月30日 - 安良里村と宇久須村が合併、賀茂村となる。
- 1973年（昭和48年）1月 - 村章を制定する[1]。
- 2005年4月1日 - （旧）西伊豆町と賀茂村が合併、（現）西伊豆町となる。

## 行政

### 村木・村花
- 村木 - [[]]

### 村章
- 1973年1月に制定され[2]、「カ」を変形させ、どっしりと大地に居座る姿を造形化したもの。太陽をシンポライズし、円形を観光業へと向かう道を歩む村の姿を表したもの[3][1]。

また、色は橙色が指定されている。

### 村旗
- 地色は明るい青色であり、紋章は橙色が指定されている。また、紋章の周囲は白色で縁取りをしている[1]。

## 産業
- 漁業
- 観光業

## 地域
- 安良里地区
- 宇久須地区

## 教育

### 中学校
- 賀茂村立賀茂中学校

### 小学校
- 賀茂村立賀茂小学校

## 交通

### 道路
- 一般国道
  - 国道136号
- 主要地方道
  - 静岡県道59号伊東西伊豆線
- 一般県道
  - 静岡県道410号仁科峠宇久須線

### バス
- 西伊豆東海バス

## 名所・旧跡・観光スポット・祭事・催事
- 黄金崎
- 西天城高原
- 宇久須温泉